# Fantasy Ride
Fantasy Ride ist das dritte Musikalbum der amerikanischen Sängerin Ciara. Es bewegt sich musikalisch im Bereich R&B, Pop und Hip-Hop.

## Erfolge
Das Album wurde insgesamt über 1.000.000 Mal weltweit verkauft. Die internationale Lead-Single des Albums ist Love Sex Magic mit Sänger Justin Timberlake. Love Sex Magic ist Harris’ erfolgreichste Single ihrer bisherigen Karriere. Das Lied stammt ursprünglich aus Timberlakes Debüt-Album Justified; dort ist der Song als Magic zu hören. Weitere Veröffentlichungen aus dem Album sind Go Girl featuring T-Pain, Never Ever featuring Young Jeezy, Work featuring Missy Elliott und Like a Surgeon. Die erste Single in den Vereinigten Staaten, Go Girl featuring T-Pain, platzierte sich in Japan auf Platz eins der Charts. Jede in den Vereinigten Staaten veröffentlichte Single war ein Erfolg. Auf dem Album zu hören sind Chris Brown, The-Dream, Justin Timberlake, Missy Elliott, Young Jeezy und Ludacris. Als Promotiontour für das Album hat Harris in den Vereinigten Staaten die Welttournee Circus von Britney Spears genutzt.

## Produktion
Ciara nahm ihr Album hauptsächlich in Atlanta und New York auf. An dem Album arbeitete sie ein Jahr lang. Der Pop-Sänger Justin Timberlake schrieb und singt das Lied Love Sex Magic. Außerdem hat er das Lied G Is for Girls mitproduziert. Weitere Produzenten des Albums sind The-Dream, T-Pain, Ne-Yo, Polow Da Pon und Ester Dean. Keri Hilson schrieb das Lied Never Ever. Das Album enthält zusätzlich noch den Comic Super C, in dem Harris eine Superheldin ist.

## Titelliste
1. Ciara to the Stage – 3:46
2. Love Sex Magic (feat. Justin Timberlake) – 3:40
3. High Price (feat. Ludacris) – 4:03
4. Turn Tables (feat. Chris Brown) – 4:32
5. Like a Surgeon – 4:27
6. Never Ever (feat. Young Jeezy) – 4:33
7. Lover's Thing (feat. The-Dream) – 3:28
8. Work (feat. Missy Elliott) – 4:06
9. Puker Up – 3:52
10. G Is for Girls (Prod. by Justin Timberlake) – 3:37
11. Keep Dancin' on Me – 3:33
12. Tell Me What Your Name Is – 3:38
13. I Don’t Remember – 3:48

Titel der Deluxe-Edition:
1. Echo – 3:38
2. I’m On – 3:56

Titel der Japan-Edition:
1. Echo – 3:38
2. Go Girl (feat. T-Pain) – 4:30
3. Never Ever (Mike D Radio Mix) – 4:03

## Charts
| Charts (2009)                         | höchste Position |
| ------------------------------------- | ---------------- |
| U.S. Billboard 200                    | 3                |
| U.S. Billboard Top R&B/Hip-Hop Albums | 2                |
| Schweizer Albumcharts                 | 13               |
| UK-Albumcharts                        | 9                |
| Deutsche Albumcharts                  | 77               |

In Argentinien und Kanada erreichte das Album die Top 10 der Charts. In Belgien, Australien, Frankreich und Italien erreichte das Album die Top 60 der Album-Charts.